# Каменський Михайло Федотович
Каменський Михайло Федотович (19 травня 1738, Санкт-Петербург, Російська імперія — 24 серпня 1809, Орел, Російська імперія) — російський генерал-фельдмаршал (1797), граф. Проявив себе як бездарний і невдалий воєначальник. Убитий власним кріпаком.

## Біографія

### Рання біографія і початок кар'єри
Представник дворянського роду Каменських, син гоф-юнкера. Навчався в Сухопутному шляхетському корпусі. Із 1751 року — капрал. Із 1756 року — поручник, служив в артилерії. Із 1758 року — капітан. У 1757—1759 роках — волонтер у французькій армії. У 1762 році взяв участь у бойових діях Семилітньої війни.
У 1763—1765 роках — командир 1-го Московського піхотного полку. У 1765—1767 роках — військовий агент у Пруссії. Із 1766 року — бригадир.

### Російсько-турецькі війни
На початку російсько-турецької війни 1768—1774 років командував бригадою. Брав участь у взятті Хотина та Аккермана, був нагороджений орденами Святої Анни та Святого Георгія 3-го ступеня. У 1772 році командував російськими військами, які діяли проти польських конфедератів у Малопольщі. Із 1773 року — знову на турецкому фронті, генерал-поручник.
У червні 1774 року в битві при Козлуджі разом із Суворовим розгромив 40-тисячну турецьку армію. У 1774 році був нагороджений орденами Святого Георгія 2-го ступеня та Олександра Невського.
Після закінчення війни з турками командував дивізією. У 1782—1785 роках — генерал-губернатор Тамбовського намісництва, із 1784 року — генерал-аншеф. Через конфлікт із Потьомкіним аж до початку чергової російсько-турецької війни не отримував ніяких командних посад в армії.
Під час російсько-турецької війни 1787—1791 років командував корпусом і дивізією, але через постійні інтриги Каменського проти Потьомкіна був відправлений у відставку.

### Фельдмаршал
Після приходу до влади Павла I Каменський як ворог Потьомкіна був повернутий на військову службу і призначений командиром Фінляндської дивізії. Отримав титул графа. Із березня 1797 року — генерал-фельдмаршал, але вже в грудні того ж року знову відправлений у відставку.
За правління Олександра I був знову повернутий з відставки і в 1802 році недовго був Санкт-Петербурзьким військовим губернатором, але звільнений через зловживання службовим становищем.
Під час війни Четвертої коаліції в 1806 році був призначений головнокомандувачем російської армії у Пруссії проти армії Наполеона. На цій посаді проявив себе абсолютно бездарним воєначальником. У Пултуску вишикував особовий склад армії і віддав солдатам наказ: «Рятуйтесь, хто може!» Армія почала панічно відходити, а сам Каменський передав командування генералу Беннігсену і виїхав у тил. Після цього Каменський був остаточно відправлений у відставку.

### Вбивство
У 1807 році Каменський виїхав у свій маєток Сабурово-Каменське в Орловській губернії. Був добре відомим серед дворян Орловщини завдяки своєму дуже жорстокому ставленні до кріпаків. Був убитий сокирою власним кріпаком.

## Сім'я
Був одружений з княжною Анною Щербатовою, від неї мав чотирьох дітей. Двоє синів — Сергій та Микола — пізніше стали генералами російської армії.

## Нагороди
Був нагороджений орденами Святого Георгія, Святого Володимира, Святого Олександра Невського і Святої Анни.